# Loretokapelle (Drensteinfurt)

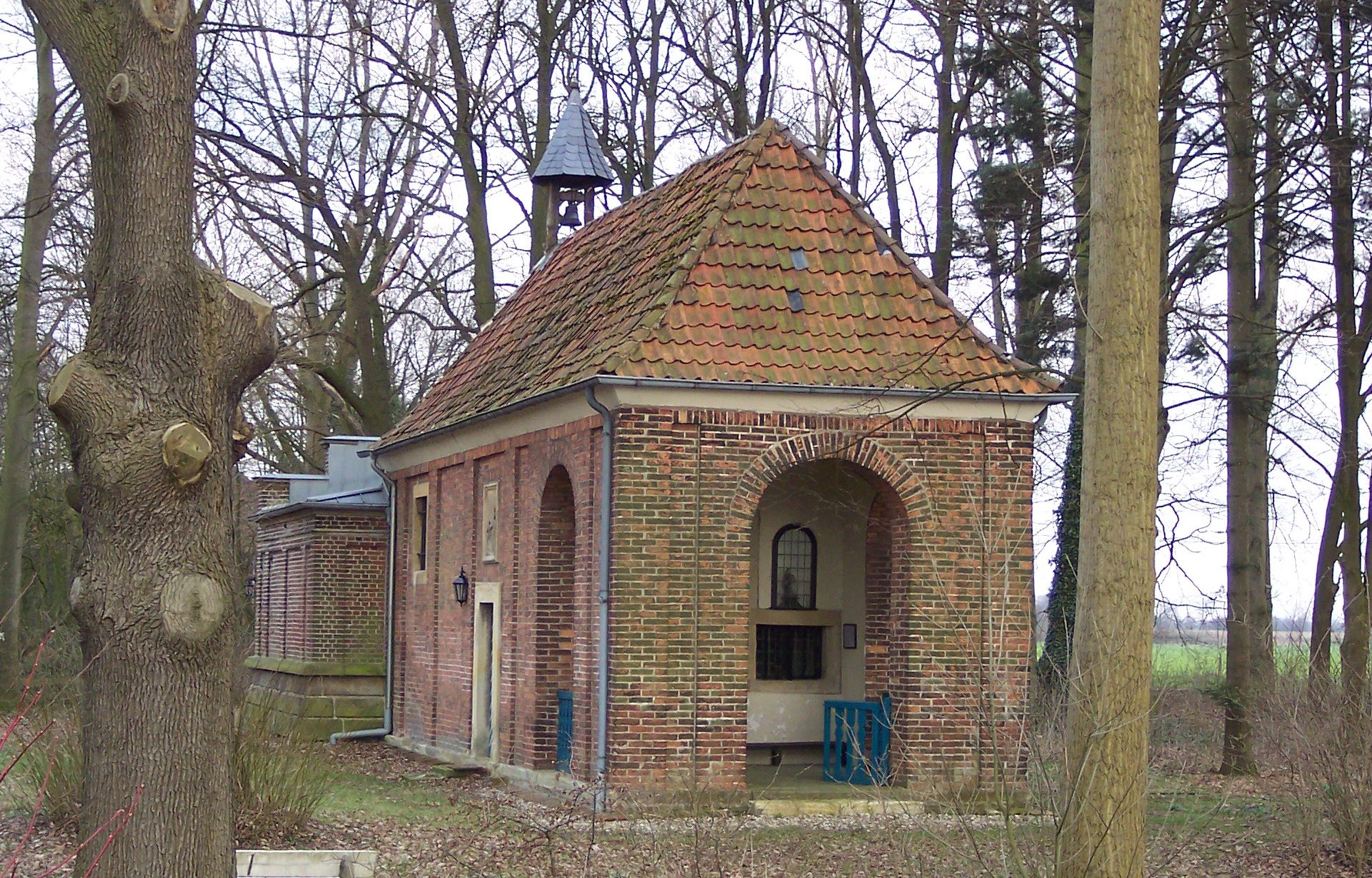
Loretokapelle

Die Loretokapelle ist ein denkmalgeschütztes Kirchengebäude außerhalb des Ortskerns von Drensteinfurt im Kreis Warendorf (Nordrhein-Westfalen).

## Geschichte und Architektur
An dieser Stelle stand ab etwa 1651 eine Johanniskapelle mit einem benachbarten Leprosenhaus. Die Anlage stand bis etwa 1724. Von der Vorhalle aus konnten die Kranken durch Fenster an der Messe teilnehmen Die heutige Kapelle ist seit etwa 1730 in der Obhut von Franziskanern.
Der barocke Backsteinsaal mit einer dreiseitig geöffneten Vorhalle wurde laut Bezeichnung 1726 von Lambert Friedrich von Corvey für Johann Matthias von der Recke errichtet. Dem Walmdach ist ein Dachreiter aufgesetzt. Das Gebäude ist eine der wenigen Loretokapellen in Westfalen, die sich gestalterisch an das legendäre Geburtshaus Mariens an der Santa Casa in Loreto orientiert. Der rückwärtige Anbau ist von 1867, er wurde 1887 verändert. Die Kapelle dient als Gruft der Familie von Landsberg. Über den seitlichen Eingängen befinden sich Sandsteinreliefs mit den Darstellungen der Verkündigung und der Translationslegende der Santa Casa. Möglicherweise wurden die Reliefs von Johann Wilhelm Gröninger geschaffen. Die Glocke wurde 1664 von Johann Kreft gegossen.
Neben der Kapelle steht das ehemalige Wohnhaus der Franziskaner aus dem 18. Jahrhundert.